# Gene Ha
Gene Ha é um artista americano, conhecido por seu trabalho como ilustrador da série Top 10, criado em conjunto com Alan Moore e Zander Cannon. A série, publicada pelo selo editorial America's Best Comics, foi indicada quatro vezes ao Eisner Awards, em diferentes categorias, tendo vencido em 2000, 2001 e 2006.

## Prêmios e indicações
| Ano  | Premiação    | Categoria                                                                | Obra                                                        | Resultado |
| ---- | ------------ | ------------------------------------------------------------------------ | ----------------------------------------------------------- | --------- |
| 1999 | Eisner Award | Melhor Desenhista/Arte-finalista ou Dupla de Desenhista e Arte-finalista | Starman #46                                                 | Indicado  |
| 2000 | Eisner Award | Melhor Desenhista/Arte-finalista ou Dupla de Desenhista e Arte-finalista | Top Ten                                                     | Indicado  |
| 2000 | Eisner Award | Melhor Nova Série                                                        | Top Ten                                                     | Venceu    |
| 2000 | Eisner Award | Melhor Série Continuada                                                  | Top Ten                                                     | Indicado  |
| 2001 | Eisner Award | Melhor Série Continuada                                                  | Top Ten                                                     | Venceu    |
| 2002 | Eisner Award | Melhor Desenhista/Arte-finalista ou Dupla de Desenhista e Arte-finalista | Top Ten                                                     | Indicado  |
| 2005 | Eisner Award | Melhor Edição Única ou Especial                                          | Global Frequency #12: "Harpoon", com Warren Ellis           | Indicado  |
| 2006 | Eisner Award | Melhor Desenhista/Arte-finalista ou Dupla de Desenhista e Arte-finalista | Top Ten: The Forty-Niners                                   | Indicado  |
| 2006 | Eisner Award | Melhor Álbum Gráfico                                                     | Top Ten: The Forty-Niners                                   | Venceu    |
| 2008 | Eisner Award | Melhor Edição Única ou Especial                                          | Liga da Justiça da América #11: "Paredes", com Brad Meltzer | Venceu    |